# 麥克森公司

麥克森公司（McKesson Corporation）是美國的一家企業，主營業務是藥品批發，在北美僱傭有超過7.8萬人員工。其總部位於德州歐文。

## 外部連結
- 官方网站